# IK Heros
IK Heros, bildad 1915, är en idrottsklubb i Smedjebacken i Sverige. Klubben bedriver bandy och friidrott, tidigare även fotboll. I bandy har klubben spelat 11 säsonger i Sveriges högsta division för herrar under perioden 1940-1965/1966. I fotboll har klubben spelat fem säsonger i Sveriges tredje högsta division .
Bandyherrarna spelade i Sveriges högsta division säsongerna 1940, 1942, 1943, 1944, 1945, 1960, 1961, 1962, 1963, 1963/1964 och 1965/1966.